# Herzberg (Elba-Elster)
Herzberg (pronunciación en alemán: /ˈhɛʁt͡sˌbɛʁk/ⓘ) es una localidad del distrito de Elba-Elster del estado federal de Brandeburgo. Tiene una población de 10,792 y su alcalde es Michael Oecknigk de la UCD. (Democristianos).
Está hermanada con las siguientes ciudades:
- Büdingen.
- Swiebodzin.
- Dixon.
- Soest.

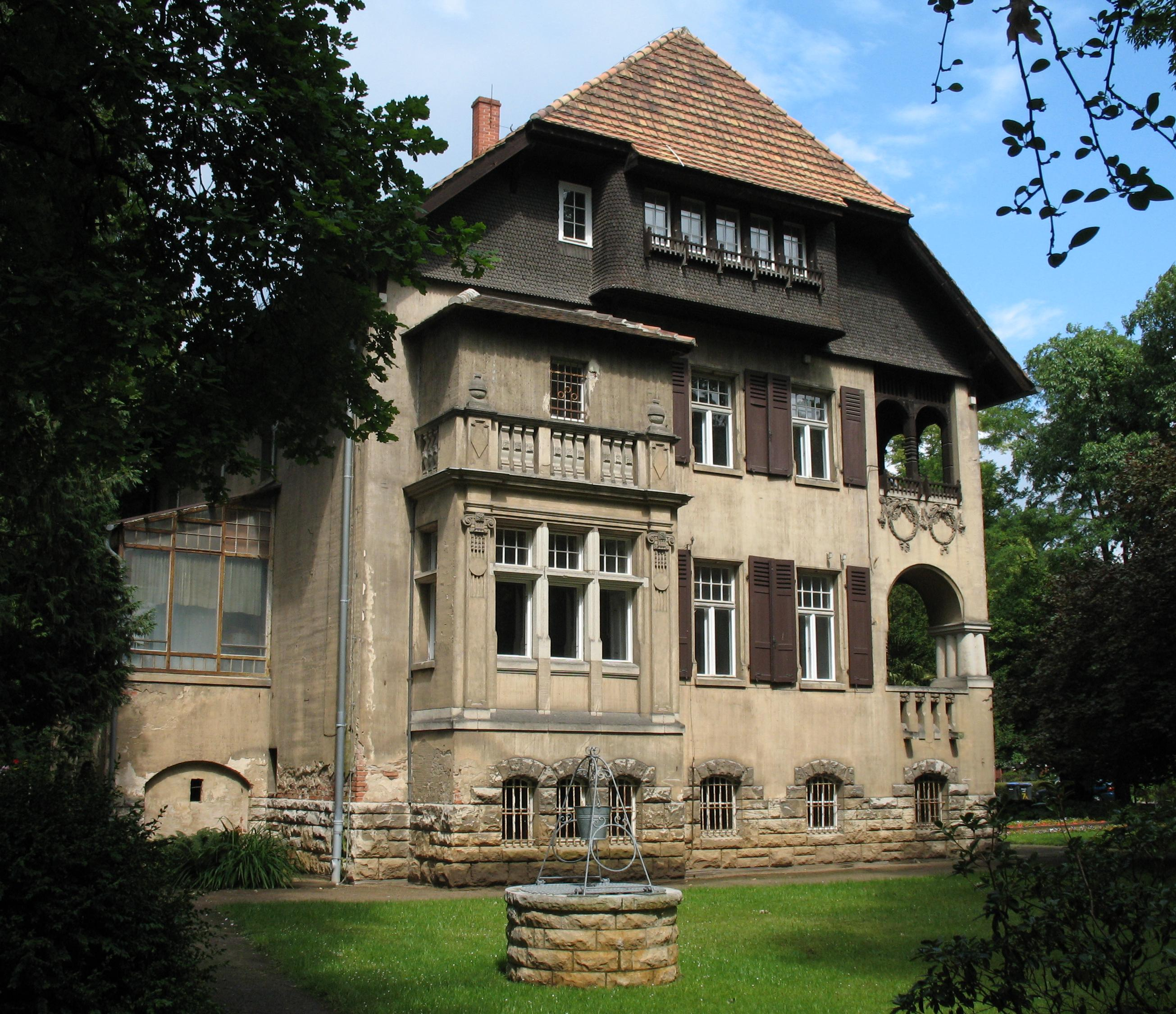
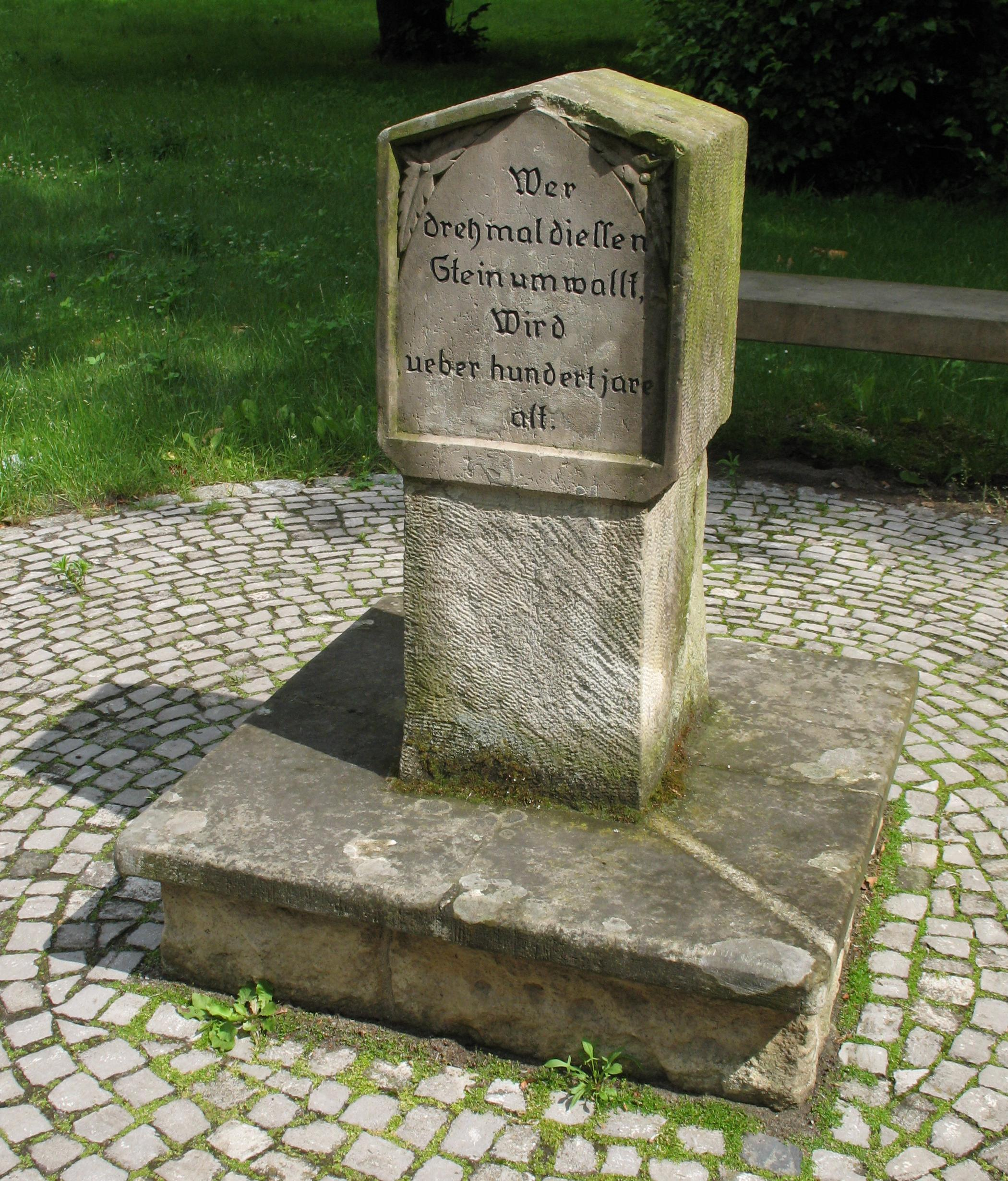
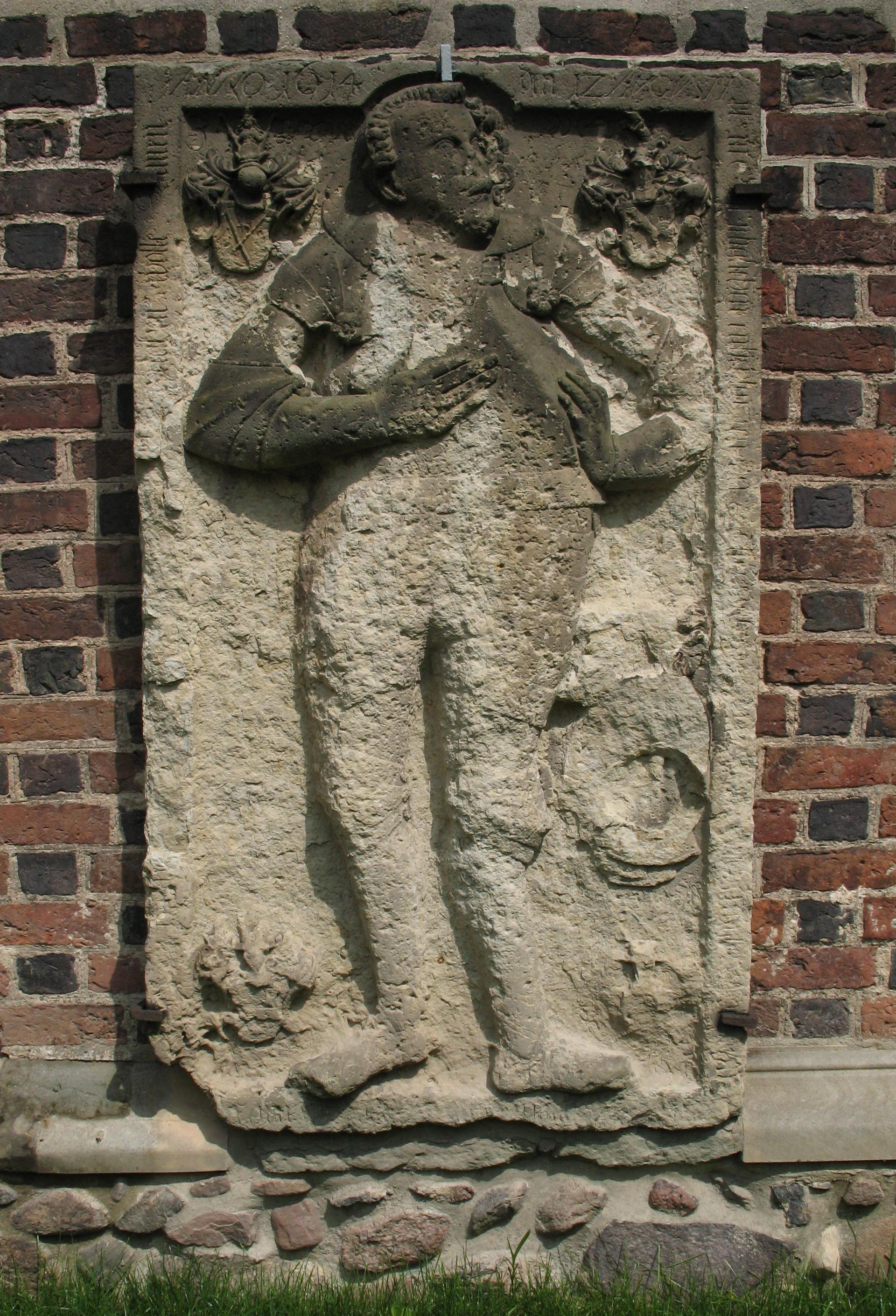
Epitafio
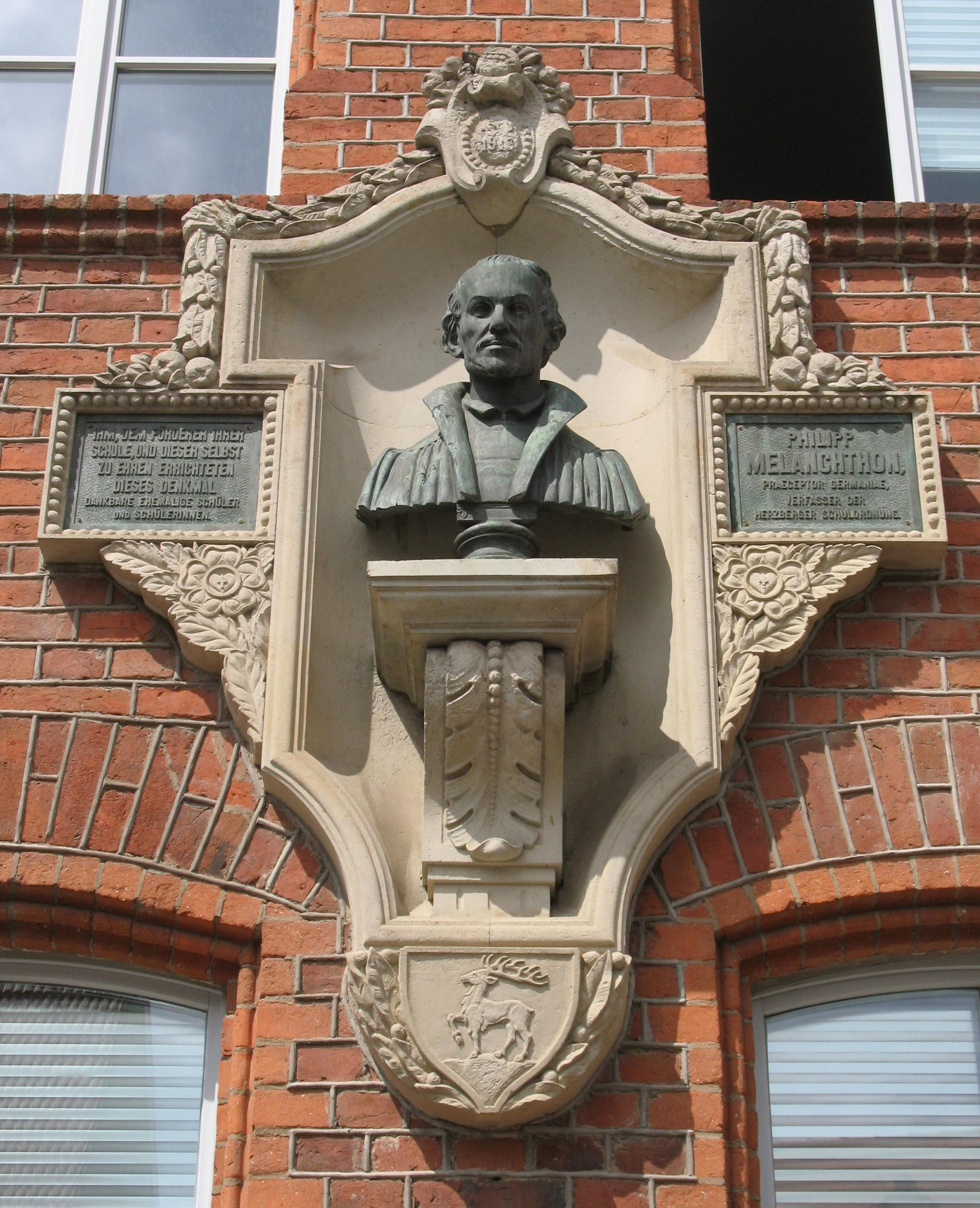
Philipp Melanchthon